# Epidapus tigris
Epidapus tigris är en tvåvingeart som beskrevs av Werner Mohrig och Nina Krivosheina 1985. Epidapus tigris ingår i släktet Epidapus och familjen sorgmyggor. Inga underarter finns listade i Catalogue of Life.